# Rielasingen-Worblingen
Rielasingen-Worblingen è un comune tedesco di 11 920 abitanti, situato nel land del Baden-Württemberg.